# Joaquín Estefanía
Joaquín Estefanía Moreira (Madrid, 12 de març de 1951) és un periodista espanyol.

## Biografia
Llicenciat en Ciències Econòmiques i en Periodisme per la Universitat Complutense de Madrid, va començar la seva activitat professional el 1974 com a redactor en el diari Informaciones; poc després passa a ser cap de la secció d'economia de la revista Cuadernos para el Diálogo i redactor cap del diari econòmic Cinco días.
Més endavant s'incorpora al diari El País, del que va arribar a ser director entre 1988 i 1993, i de 1993 a 1996 va ser director de publicacions del Grup PRISA. Continua escrivint columnes sobre economia a El País. També ha escrit diversos llibres de contingut econòmic.
Està especialment vinculat a Cantàbria. Des de 2007 dirigeix cada any l'Informe sobre la Democracia en España de la Fundació Alternatives de la qual és membre del seu patronat.

## Llibres publicats
- La nueva economía: una exposición para comprender, un ensayo para reflexionar (1995)
- La nueva economía: la globalización (1996)
- El capitalismo (1997)
- Contra el pensamiento único (1998)
- Aquí no puede ocurrir: el nuevo espíritu del capitalismo (2000)
- El poder en el mundo (2000)
- Diccionario de la nueva economía (2001)
- Hij@, ¿qué es la globalización? (2002)
- La cara oculta de la prosperidad (2003)
- La mano invisible (2006)
- La larga marcha: medio siglo de política (económica) entre la historia y la memoria (2007)
- La economía del miedo (noviembre de 2011), ISBN 9788481099027, Editorial Galaxia Gutenberg-Círculo de Lectores.
- Estos años bárbaros (2015), ISBN 9788416252466, Editorial Galaxia Gutenberg